# Gilbert Kiptoo Chepkwony
Gilbert Kiptoo Chepkwony (* 1. Januar 1985) ist ein kenianischer Marathonläufer.
2008 wurde er Dritter bei den 25 km von Berlin. Im Jahr darauf gewann er den Eldoret-Halbmarathon, wurde Achter beim CPC Loop Den Haag und Fünfter beim Honolulu-Marathon.
2010 siegte er bei der Maratona di Sant’Antonio und stellte beim Košice-Marathon mit 2:08:33 h einen Streckenrekord auf.

## Persönliche Bestzeiten
- Halbmarathon: 1:02:01 h, 1. Februar 2009, Eldoret
- 25-km-Straßenlauf: 1:14:11 h, 4. Mai 2008, Berlin
- Marathon: 2:08:33 h, 3. Oktober 2010, Košice